# Lophocampa texana
Lophocampa texana là một loài bướm đêm thuộc phân họ Arctiinae, họ Erebidae.